# Стоунвол Џексон
Томас Џонатан Џексон (енгл. Thomas Jonathan Jackson; Кларксбург, 21. јануар 1824 — Гвинеја Стејшн, 10. мај 1863) био је генерал у служби снага Југа у Америчком грађанском рату.

## Биографија
И отац и мајка су му умрли док је био дете па су га одгајали рођаци са слабим материјалним средствима. Године 1842. примљен је на најчувенију америчку Војну академију Вест Поинт. Дипломирао је 1846. као 17. у класи, и постао потпоручник америчке војске. Служио је у Америчко-мексичком рату, а након завршетка рата био у окупацијским снагама у Мексику. Године 1852. напустио је војску и постао предавач на Вирџинијском војном институту.
По избијању Америчког грађанског рата, 1861, Џексон је поново ушао у активну службу као пуковник, овај пут у војсци Конфедерације, у Вирџинији. Џексон је командовао бригадом под врховном командом Џозефа Џонстона. Џексон се прославио у првој бици код Бул Руна, 21. јула 1861. године. Ту је добио и надимак Стоунвол (Камени зид). Убрзо је унапређен у команданта дивизије.
У мају 1862. Џексон је добио самосталну команду у долини Шенандоа. Средином јуна позван је у Ричмонд у Вирџинији где су Северњаци напредовали под генералом Џорџом Маклеланом. Џексон је удружио снаге са Робертом Едвардом Лијем у низу битака познатих као Седмодневна битка, 25. јун -1. јул 1862. Џексон се ту поново истакао герилским препадима и брзим покретима јединица што је довело до повлачења Северњака.
Џексон је унапређен у команданта корпуса, под директном командом Лија. У другој бици код Бул Руна, 29—30. августа 1862, Џексон је заобишао десно крило Северњака и савршено координирао напад заједно са Лијем. То је довело до нове победе. Затим је Ли одлучио да предузме инвазију на север. Џексон је заузео Харперс Фери, 15. септембар 1862. и пожурио да се придружи Лију. Ли је ипак одбијен у бици код Ентитама, 17. септембра 1862. Ли је затим наредио повлачење назад преко реке Потомак.
Џексон се поново истакао, сада већ као генерал, у победи Југа у бици код Фредериксбурга 13. децембра 1862. Ту је заповедао десним крилом. Битка код Чанселорсвила, 1-5. мај 1863, била је у густој шуми са слабом видљивошћу. Ли је пред северњаке ставио тек око 10.000 војника док је главни део војске под Џексоном заобишао војску Уније на десном крилу. Џексонов маневар и победа су били потпуни.
Након битке Џексона и његове најближе сараднике су његови властити војници по мраку грешком заменили за непријатеља. Почели су да пуцају по њима и Џексон је погођен са три метка. Лева рука му је успешно ампутирана, али је ипак умро од пнеумоније (упала плућа) недељу дана после.
У командовању је био тајанствен, а планове напада је држао у тајности до задњег тренутка чак и од својих најближих официра. Џексон се сматра једном од највећих личности Америчког грађанског рата.